# Dąbrowa (powiat rzeszowski)
Dąbrowa – wieś w Polsce, położona w województwie podkarpackim, w powiecie rzeszowskim, w gminie Świlcza.
W latach 1975–1998 miejscowość należała administracyjnie do województwa rzeszowskiego.
Miejscowość jest siedzibą parafii Matki Bożej Królowej Polski, należącej do dekanatu Rzeszów Zachód, diecezji rzeszowskiej.  

## Części wsi
| SIMC    | Nazwa       | Rodzaj    |
| ------- | ----------- | --------- |
| 0663798 | Dół         | część wsi |
| 0663806 | Kolonia     | część wsi |
| 0663812 | Na Dąbrach  | część wsi |
| 0663835 | Na Górce    | część wsi |
| 0663829 | Na Gościńcu | część wsi |
| 0663841 | Środek      | część wsi |
| 0663858 | W Górach    | część wsi |

## Historia
Parafia w Dąbrowej jest poświadczona w 1326. W 1417 została przeniesiona do Trzciany.
W akcie nadania Rzeszowa wraz z okręgiem grodowym Janowi Pakosławicowi ze Strożysk przez Kazimierza Wielkiego, wystawionym 19 stycznia 1354, terytorium wsi Dąbrowa w ziemi sandomierskiej, leżące po polskiej stronie granicy międzypaństwowej sprzed podboju Rusi Czerwonej, wyznacza od zewnątrz zasięg wołości rzeszowskiej na zachodzie.
W XV–XVI wieku wieś należała do Sopichowskich h. Półkozic z Będziemyśla. Do właścicieli w kolejnym stuleciu należał Zygmunt Hynek. 
Po Sikorskich od I połowy XIX w. Dąbrowa znajdowała się w rękach Wojciechowskich. W 1893 Adam Jędrzejowicz objął wykupioną od Galicyjskiego Funduszu Propinacyjnego dzierżawę propinacji w Dąbrowej, z której wcześniej czerpał dochody Samuel Majerowicz. Ostatnią dziedziczką z rodziny Wojciechowskich była Augusta (1880–1943), córka Romualda, żona Kazimierza Jędrzejowicza (1866–1947) z Hyżnego.
W 1936 rozwiedziona i przebywająca za granicą Augusta została ubezwłasnowolniona poprzez stwierdzenie choroby psychicznej, a jej majątek trafił pod zarząd Jędrzejowiczów ze Staromieścia, potomków Adama. Po jej śmierci w 1943 majątek przeszedł na własność Jana Grzegorza Jędrzejowicza (1919–2008), oficera Armii Krajowej (AK), zanim został rozparcelowany na mocy dekretu Polskiego Komitetu Wyzwolenia Narodowego o reformie rolnej. 11 grudnia 1944 członkowie grupy specjalnej kpr. Józefa Gutkowskiego z Placówki AK Trzciana, podlegającej mjr. Łukaszowi Cieplińskiemu i por. Mieczysławowi Kawalcowi, dokonali zamachu na wojewódzkiego komisarza reformy rolnej Władysława Kornaka podczas zebrania Polskiej Partii Robotniczej w obsadzonym przez Armię Czerwoną dworze.
W okresie Polskiej Rzeczypospolitej Ludowej dwór był własnością Skarbu Państwa i mieścił najpierw przedszkole, a później do 1992 szkołę podstawową. W 1993 Jan Grzegorz Jędrzejowicz otrzymał tytuł do przejęcia dworu w Dąbrowej w ramach reprywatyzacji i zawarł umowę z firmą, która wyremontowała obiekt i wykorzystuje go do celów komercyjnych.